# بريدجيت إيفرت
بريدجيت إيفرت (بالإنجليزية: Bridget Everett)‏ هي مغنية وممثلة أمريكية، ولدت في 1972 بمانهاتن في الولايات المتحدة.

## أعمال

### أفلام
- (2015) كارثة
- (2017) عشاء الأم الممتع

## وصلات خارجية
- بريدجيت إيفرت على موقع IMDb (الإنجليزية)
- بريدجيت إيفرت على موقع ألو سيني (الفرنسية)
- بريدجيت إيفرت على موقع ميوزك برينز (الإنجليزية)
- بريدجيت إيفرت على موقع أول موفي (الإنجليزية)
- بريدجيت إيفرت على موقع ديسكوغز (الإنجليزية)
- بريدجيت إيفرت على موقع قاعدة بيانات الفيلم (الإنجليزية)
- بريدجيت إيفرت على موقع كينوبويسك (الروسية)